# Pseudocheilinus
Pseudocheilinus ist eine Gattung kleiner Lippfische aus den Korallenriffen des tropischen Indopazifik und des Roten Meeres. Östlich reicht das Verbreitungsgebiet bis zum Tuamotu-Archipel.

## Merkmale
Pseudocheilinus-Arten sind mehr oder weniger langgestreckt und erreichen je nach Art eine Gesamtlänge von 6,6 bis 14 cm. Fünf der sieben Arten zeigen ein Muster aus horizontalen Streifen, eine hat senkrechte Streifen und eine ist überhaupt nicht gestreift. Die Augenlinsen sind durch eine schräg verlaufende Hornhaut in zwei gleich große Hälften geteilt. Sie funktionieren dadurch wie Bifocallinsen und eine der Hälften hat dabei die Funktion einer Nahlinse, eine offensichtliche Anpassung an das Aufspüren kleiner, sich teilweise sehr nah befindender Beutetiere. An der Spitze des Oberkiefers befinden sich drei oder vier Paar zurückgebogener Eckzähne. Im Unterkiefer liegen dort ein einzelnes Eckzahnpaar und eine Reihe kleiner konischer Zähne dazwischen.

## Arten
Es gibt sieben Arten:

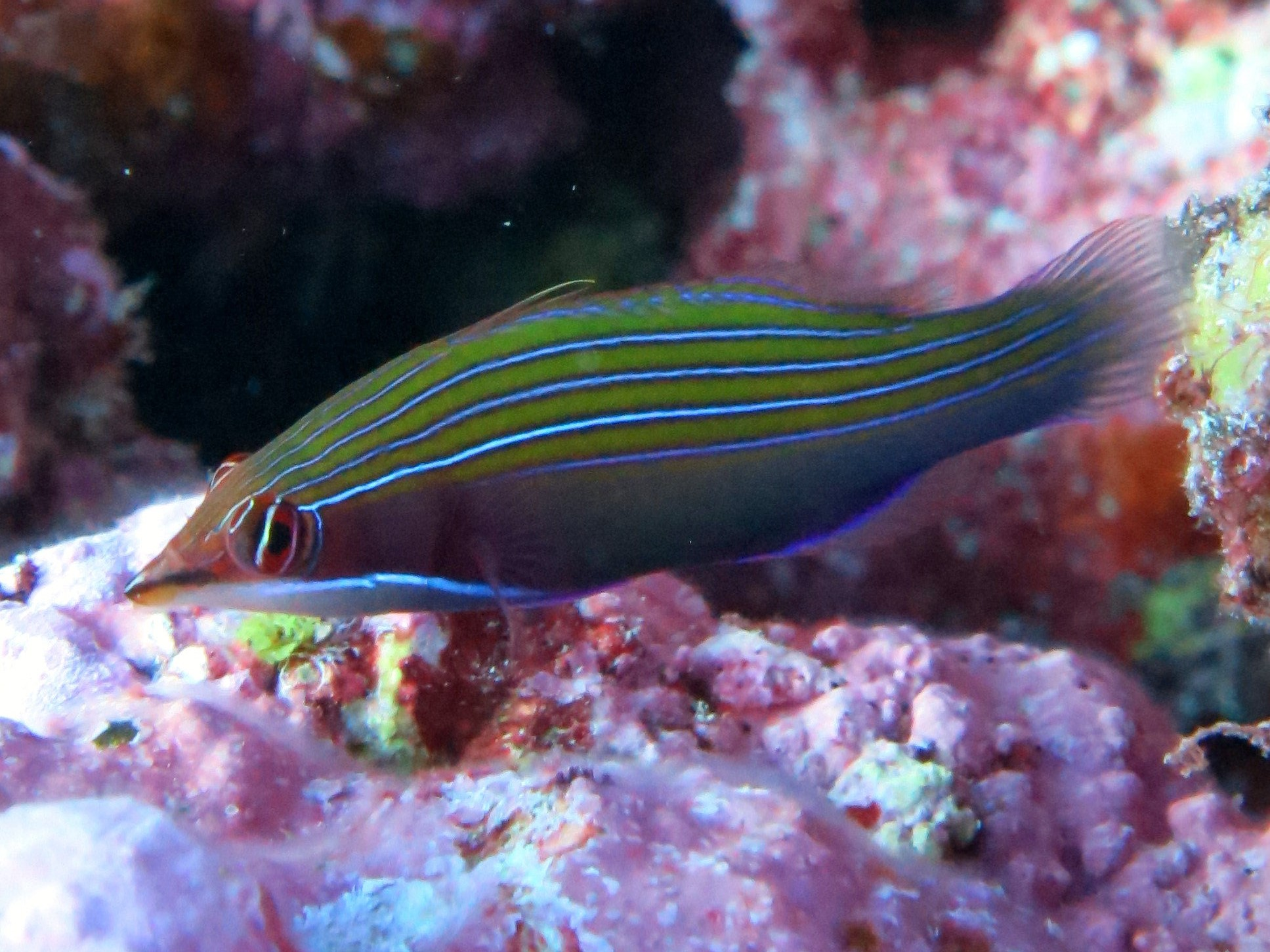
Pseudocheilinus tetrataenia

- Pitcairn-Zitronenlippfisch (Pseudocheilinus citrinus Randall, 1999)
- Zweifleck-Réunion-Lippfisch (Pseudocheilinus dispilus Randall, 1999)
- Streifen-Zwerglippfisch (Pseudocheilinus evanidus Jordan & Evermann, 1903)
- Sechsstreifen-Lippfisch (Pseudocheilinus hexataenia (Bleeker, 1857))
- Geringelter Zwerglippfisch (Pseudocheilinus ocellatus Randall, 1999)
- Achtlinien-Zwerglippfisch (Pseudocheilinus octotaenia Jenkins, 1901)
- Vierstreifen-Zwerglippfisch (Pseudocheilinus tetrataenia Schultz, 1960)